# Попередня обробка даних
Попередня обробка — розділ аналізу даних що займається отриманням характеристик для подальшого використання у наступних розділах аналізу даних.
1. Обчислення базових характеристик (центральні моменти)
2. Перевірка основних гіпотез (симетричності, однорідності)
3. Перевірка стохастичності вибірки
4. Видалення аномальних спостережень
5. Розвідувальний аналіз